# Правило Босмана
Правило Босмана (англ. Bosman ruling) — закон, действующий в странах ЕС, разрешающий футболистам, у которых истёк срок контракта с клубом, перейти в другой клуб без денежной компенсации. До введения правила клуб в течение двух с половиной лет сохранял права на компенсацию за игрока. 

## Дело Босмана

### Причины
В 1990 году бельгийский «Льеж» предложил Жану-Марку Босману продлить завершающийся контракт, однако с 75-процентным уменьшением зарплаты. Босман имел хорошее предложение от французского «Дюнкерка», который предложил более выгодные условия. «Льеж» запросил за игрока около миллиона долларов отступных. Руководство «Дюнкерка» платить не пожелало. Компромисс так и не был достигнут, Босман остался без работы. Бывший футболист жил в гараже и еле сводил концы с концами. Позже от него ушла жена. Однако Босман продолжал судебные разбирательства с «Льежем», пытаясь получить компенсацию в 16 миллионов бельгийских франков.

### Решение суда
После 5-летних тяжб, 15 декабря 1995 года, Бельгийский суд признал, что принятое Европейским союзом законодательство запрещает ограничивать право человека на свободу перемещения по окончании действия контракта и требование компенсации является незаконным. Вся существовавшая европейская трансферная система была признана нелегитимной.
Параллельно Босман вел ещё одно скандальное дело против УЕФА — о незаконности лимита на иностранцев, который используется УЕФА (3+2 — 3 иностранца, 2 «натурализованных» игрока, то есть выступающих в стране более пяти лет). Этот иск также был удовлетворён. Было признано, что лимит на иностранных футболистов не может распространяться на граждан стран, входящих в Европейский союз, так как это противоречит статье 48 Римского договора о свободном перемещении работников внутри Евросоюза. Таким образом, «иностранными» футболистами, на которых распространяется «правило 3+2» стали считаться только выходцы из стран, не входящих в Евросоюз. Позже и это правило было пересмотрено после дела Симутенкова.